# Carientothrips loisthus
Carientothrips loisthus är en insektsart som beskrevs av Laurence A. Mound 1974. Carientothrips loisthus ingår i släktet Carientothrips och familjen rörtripsar. Inga underarter finns listade i Catalogue of Life.